# サワブサール駅
サワブサール駅（サワブサールえき、インドネシア語：Stasiun Sawah Besar）はインドネシアのジャカルタ首都特別州中央ジャカルタ市サワブサール区にある、KRLコミューターラインの駅。線路としてはインドネシア鉄道会社のジャカルタ線上の駅であるが、路線系統として通勤列車であるKRLコミューターラインのボゴール線が乗り入れる。

## 歴史
駅自体は1873年1月31日に開業。日本の円借款により1993年に駅は高架化された。

## 駅構造
相対式ホーム2面2線を有する、3階建ての高架駅。

### のりば
| 番線 | 路線       | 行先               |
| ---- | ---------- | ------------------ |
| 1    | ボゴール線 | ジャカルタコタ方面 |
| 2    | ボゴール線 | ボゴール方面       |

## 駅周辺
- レッドトップ ホテル ＆ コンベンション センター
- Classic Hotel
- Harco Pasar Baru（ショッピングモール）
- Pasar Baru（ショッピングモール）

## 隣の駅
KRLコミューターライン
 ボゴール線
　マンガブサール駅 - サワブサール駅 - ジュアンダ駅